# Пёстрый баклан
Пёстрый баклан (лат. Phalacrocorax varius) — вид птиц из семейства баклановых. Распространён в Австралии (восточная часть континента и прибрежные территории) и Новой Зеландии. Представители нунгар, одного из племён австралийских аборигенов, считают эту птицу ответственной за транспортировку душ умерших.

## Описание
Баклан средних размеров. Масса самцов 2,2, самок — 1,7 кг. Длина птицы 65-85 см, размах крыльев 110—130 см.

## Подвиды
Выделяют два подвида: Phalacrocorax varius varius (новозеландский) и Phalacrocorax varius hypoleucus (австралийский).

## Галерея

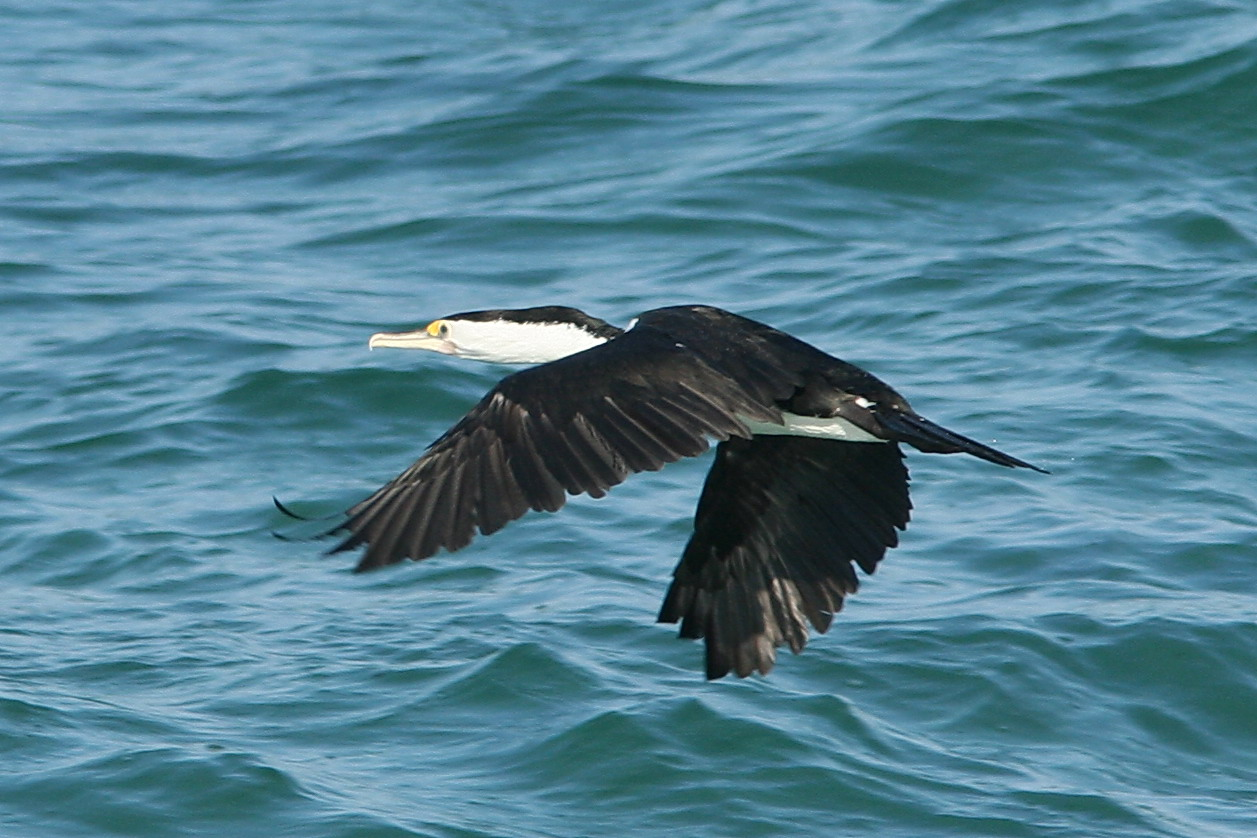
В полёте, en:Moreton Bay, Австралия
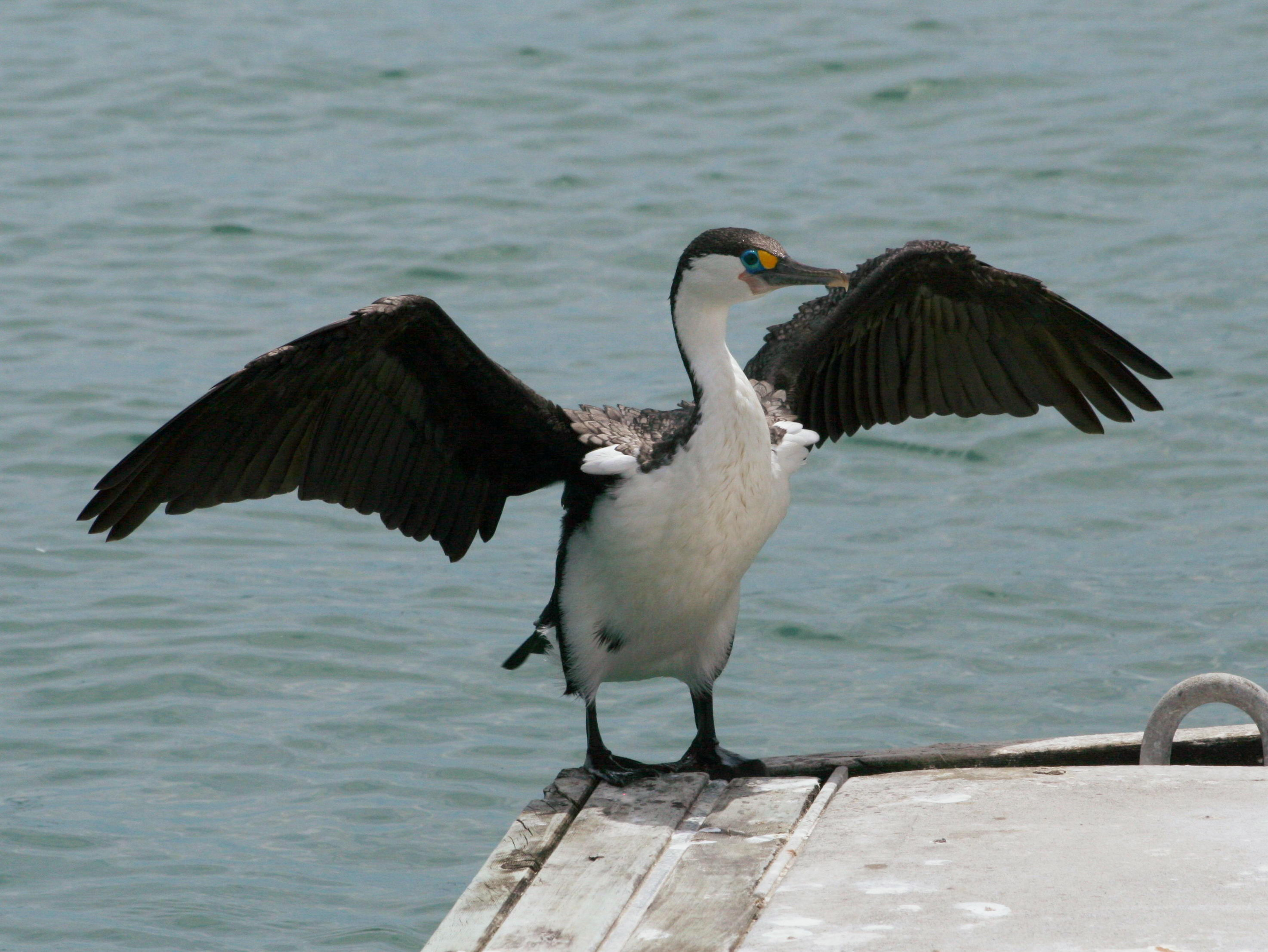
Окленд, Новая Зеландия
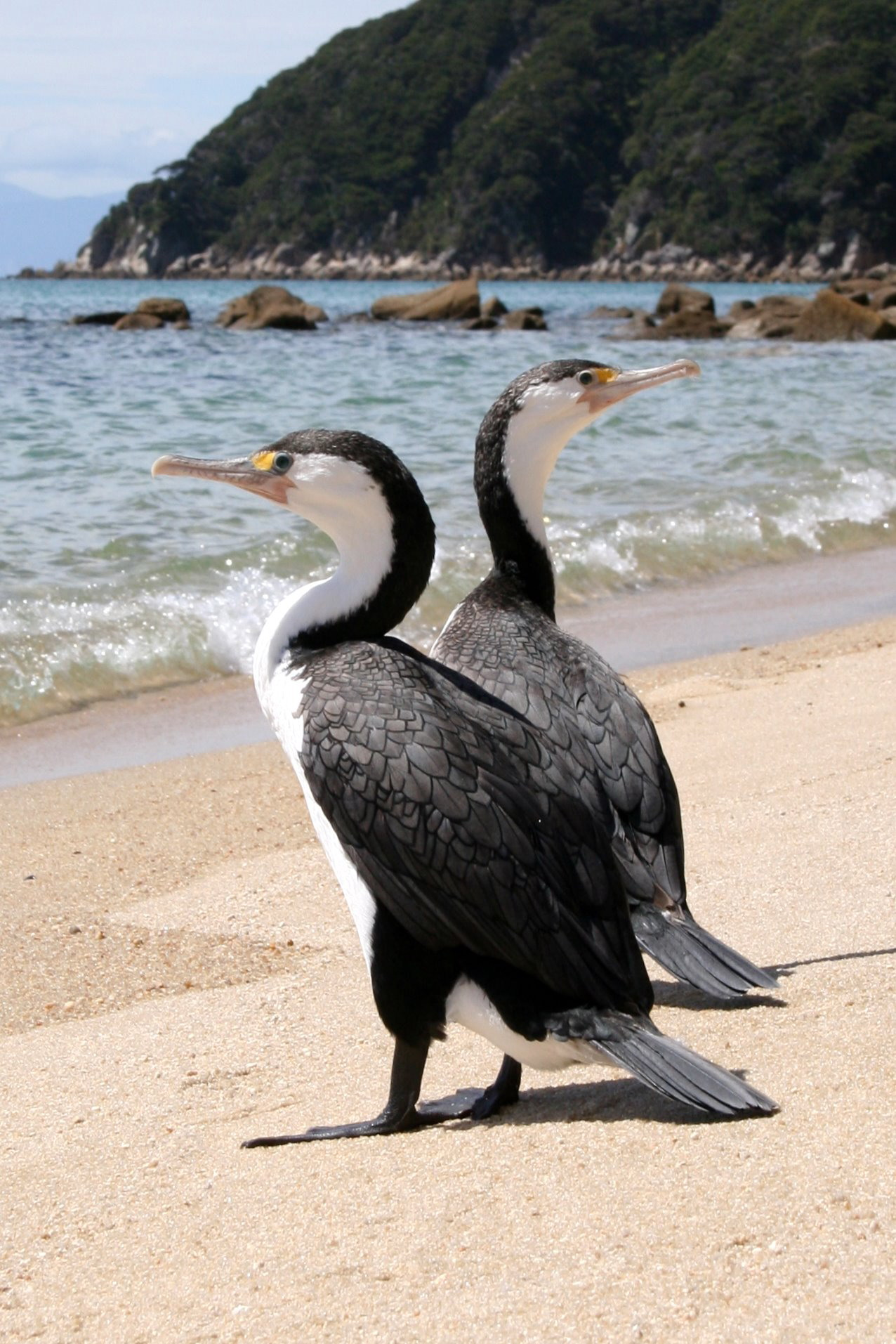
Пара в Abel Tasman National Park, Новая Зеландия
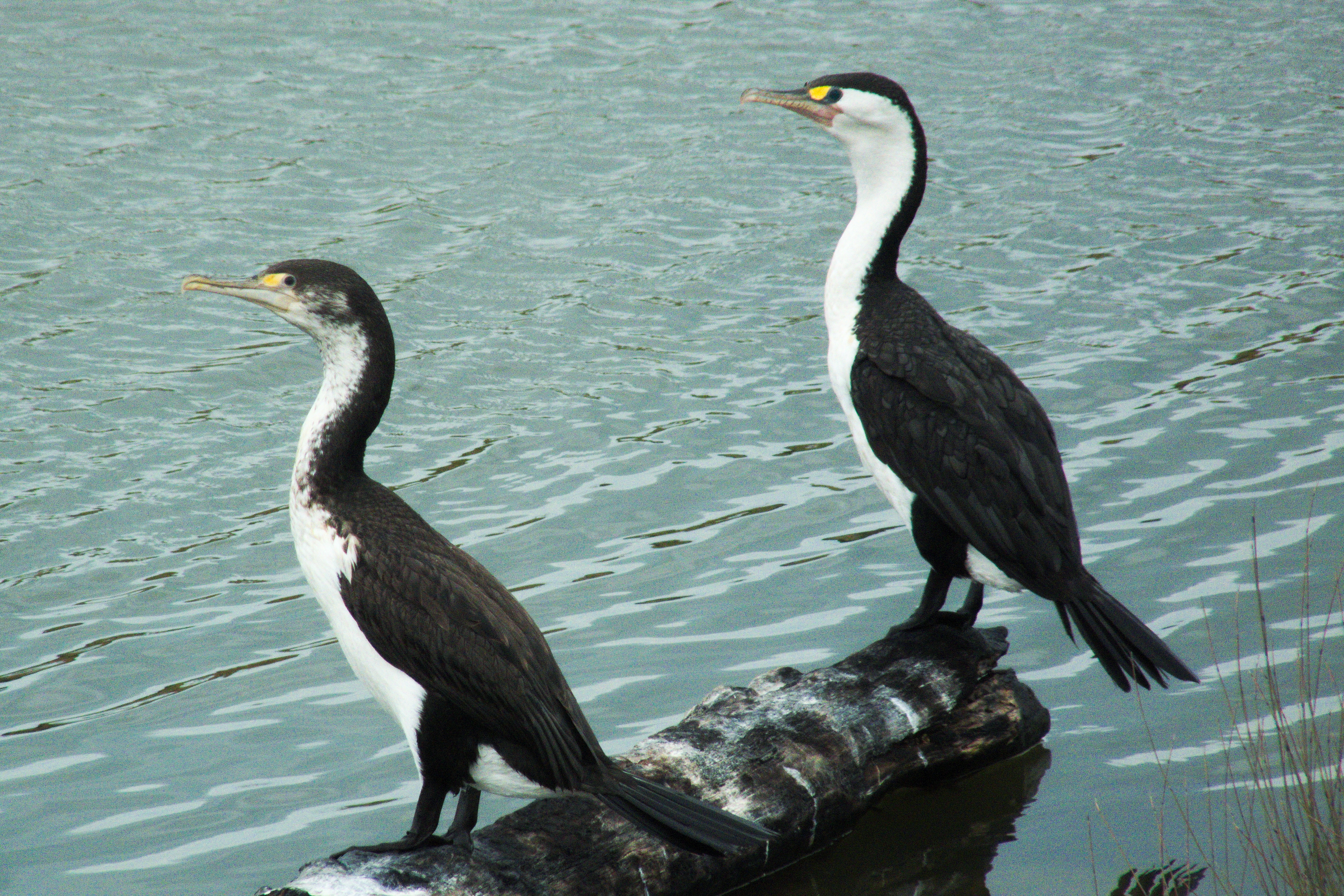
Молодая и зрелая особи, Новая Зеландия
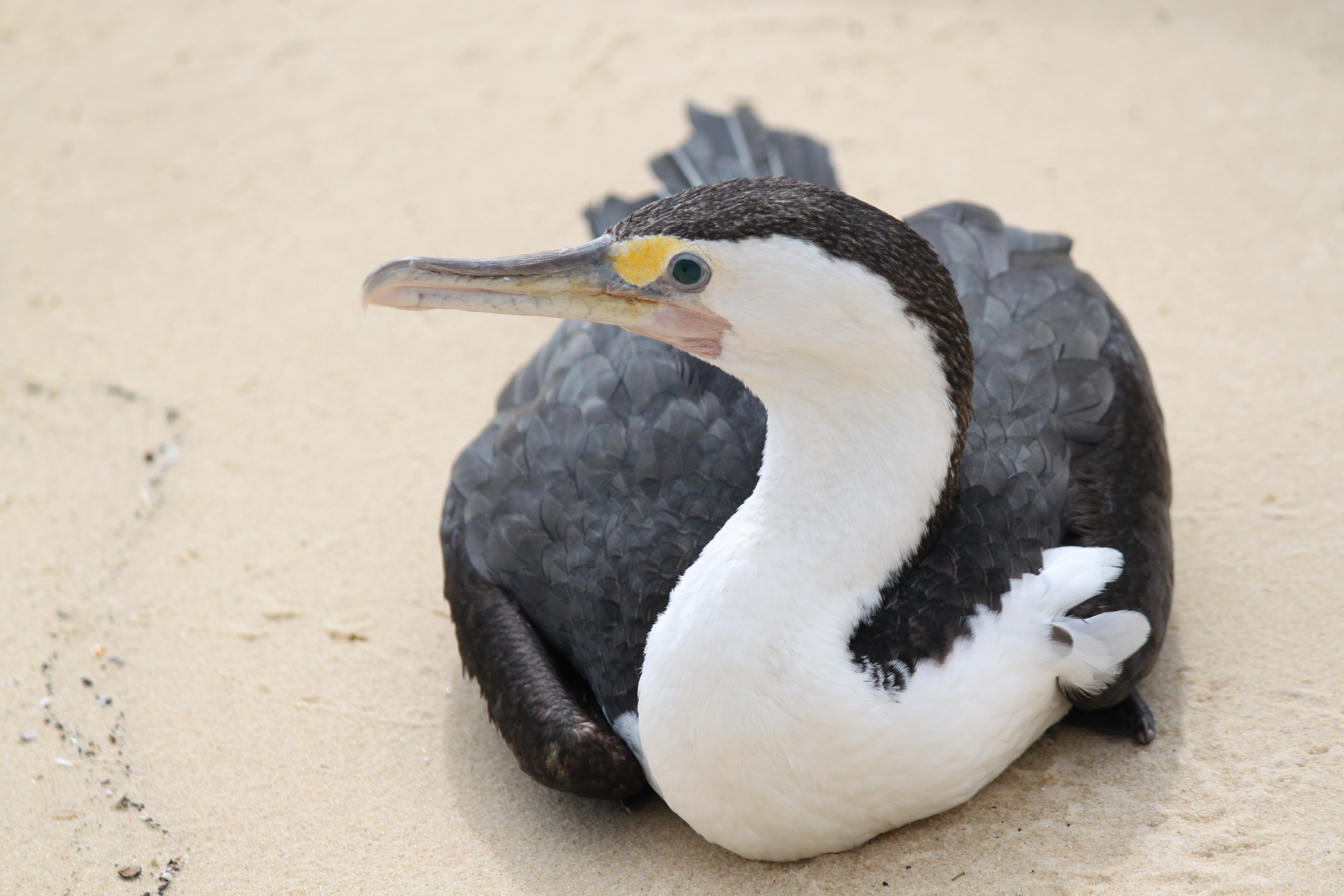
Пёстрый баклан отдыхает на песке
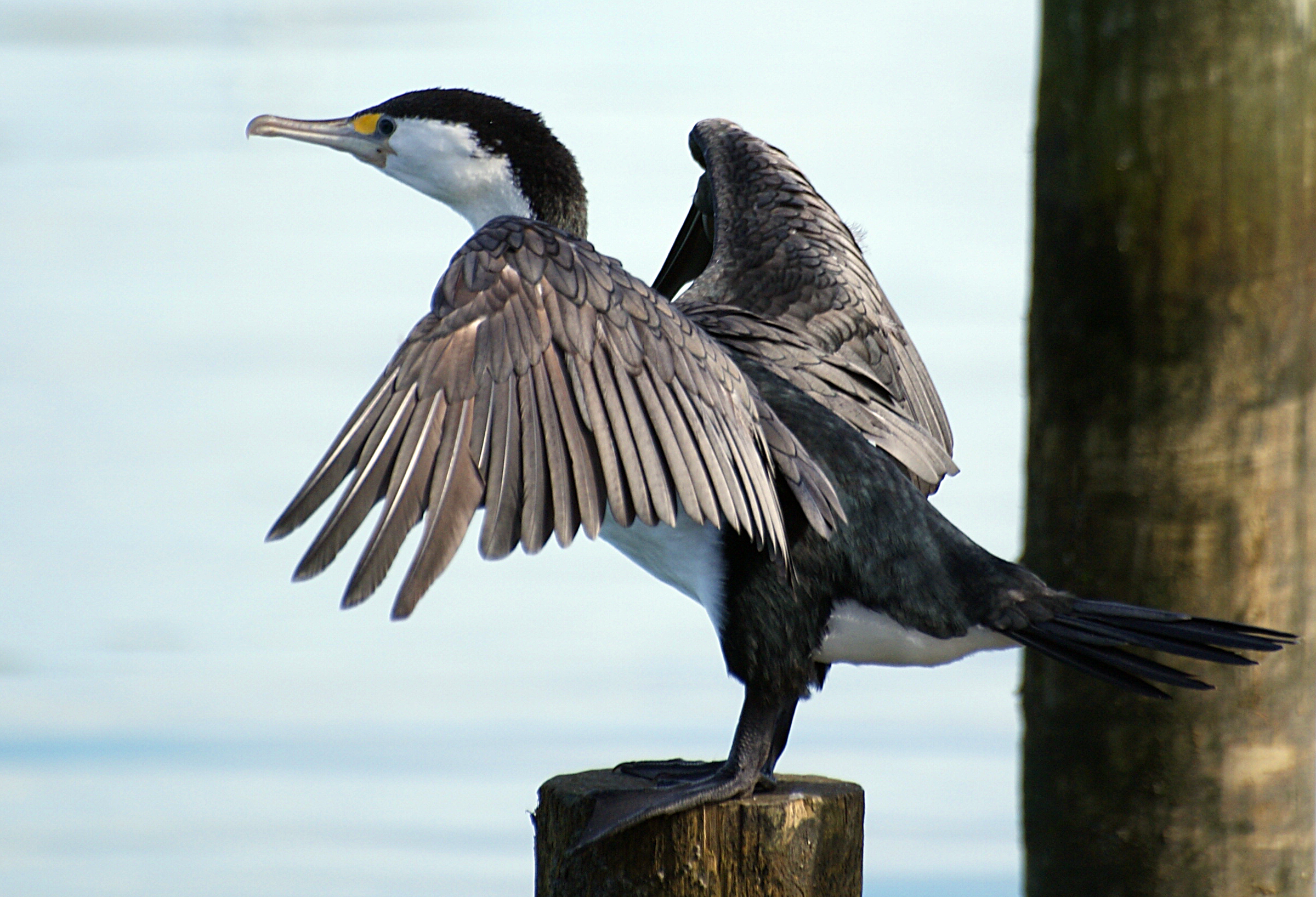
Пёстрый баклан сушит крылья